# Holobasidiomycetidae
Holobasidiomycetidae G. Winter 1880 (pieczarniaki pojedynczopodstawkowe, grzyby pieczarkopodobne) – jedna z dwóch dawniej wyróżnianych podklas grzybów Basidiomycetes. Drugą była Phragmobasidiomycetidae Gäum. 1949 (pieczarniaki złożonopodstawkowe). We współczesnej taksonomii według Dictionary of the Fungi nie istnieje ani klasa Basidiomycetes, ani obydwie jej podklasy.
Do podklasy Holobasidiomycetidae zaliczano grzyby podstawkowe wytwarzające jednokomórkowe podstawki zwane holobazydiami. Była to grupa dużo liczniejsza w gatunki niż Phragmobasidiomycetidae. W aktualnej klasyfikacji Discovery of the Fungi należące do niej gatunki włączone zostały do klasy pieczarniaków (Agaricomycetes).